# Pisaboa estrecha
Pisaboa estrecha là một loài nhện trong họ Pholcidae. Loài này được phát hiện ở Peru.